# چارلز و ری ایمز

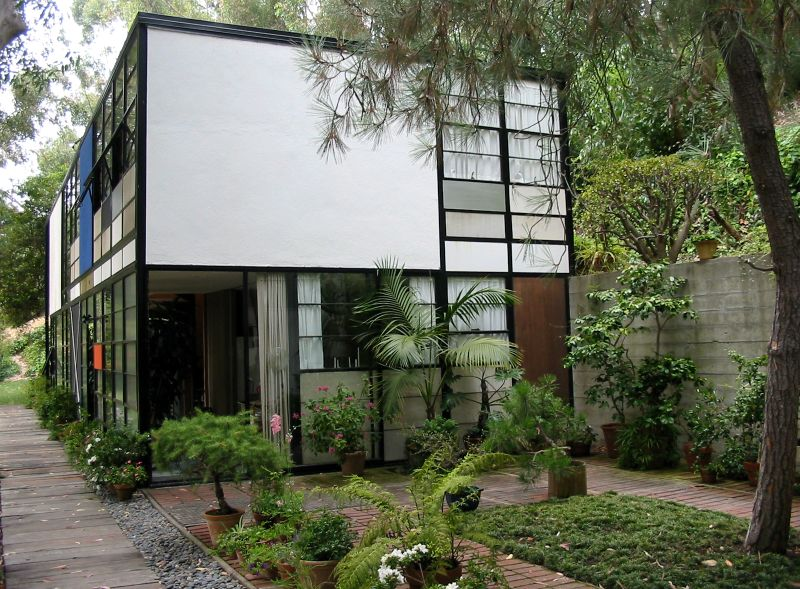
خانه ایمز در سانتا مونیکا در کالیفرنیا

چارلز ایمز (انگلیسی: Charles Ormond Eames, Jr زاده ۱۷ ژوئن ۱۹۰۷ سنت لوئیس میزوری - درگذشته ۲۱ اوت ۱۹۷۸) به همراه همسر خود ری ایمز (به انگلیسی: Bernice Alexandra "Ray" (née Kaiser) Eames) (زاده ۱۹۱۲ - درگذشته ۱۹۸۸)، زوج طراح و معمار مشهور آمریکایی اهل کالیفرنیا بودند.
آن‌ها بیشتر بخاطر طراحی مبلمان (و بخاطر شرکت Knoll Furniture Company) در مجامع هنری شهرت دارند، ولی در کارهای معماری نیز دست داشتند.